# El Guelta
El Guelta (en árabe: كلتة زمور‎, en lenguas bereberes: ⴳⵓⵍⵜⴰⵜ ⵣⵎⵎⵓⵔ, en francés: Gueltat Zemmour) es un municipio del Sáhara Occidental. Hasta 1976 perteneció al Sahara español.

## Toponimia
El nombre de la localidad en bereber significa "pequeño estanque de olivas".

## Características
El pueblo se localiza en una guelta u oasis, el cual retiene agua de lluvia durante largos períodos. Fue un campamento de los nómadas saharauis de la zona durante cientos de años. 
Funcionaba como una de las fortalezas militares más importantes para los indígenas de las guerrillas del Frente Polisario tras la retirada de España de lo que era entonces Sahara español en 1976. Cuando Marruecos y Mauritania aseguraron el control sobre la antigua colonia española desde el norte y el sur cumpliendo con el Acuerdo Tripartito de Madrid, Guelta Zemmur sirvió como un punto de parada para los saharauis que iban camino a los campamentos de refugiados en Tinduf (Argelia). 
Durante la guerra de 1975-1991 entre el Polisario y Marruecos, hubo varias batallas por el control de Guelta Zemmur, las más importantes tuvieron lugar del 24 al 27 de marzo y el 13 de octubre de 1981. En la actualidad, la ciudad está controlado por Marruecos como parte de lo que reclama como sus Provincias Meridionales, pero su estatus definitivo está aún por determinar. En la actualidad mantiene una base militar marroquí, con un centro satélite de comunicaciones, y las áreas alrededor de la ciudad (que está cerca del Muro marroquí) están plagadas de minas. 
La ciudad es el lugar de nacimiento de Mohammed Daddach, que era el preso político que más tiempo lleva preso en Marruecos.